# جوسه‌فینا د لا توره
جوسه‌فینا دِ لا توره (انگلیسی: Josefina de la Torre؛ ۲۰۰۲–۱۹۰۷) یک شاعر، رمان‌نویس، خواننده اپرا و هنرپیشه تئاتر، سینما و تلویزیون اهل اسپانیا بود. وی ارتباط نزدیکی با حلقهٔ ادبی نسل '۲۷ در اسپانیا داشت.
جوسه‌فینا در سال ۱۹۳۴ برای کمپانی فیلم‌سازی «پارامونت»، صداپیشگی می‌کرد و از جمله به‌جای شخصیت مارلنه دیتریش و نیز در فیلم «بچهٔ خانم فِین دزدیده شده است» (۱۹۳۴) به کارگردانی الکساندر هال حرف زد. سپس در سال ۱۹۳۵ به مادرید بازگشت و تمرکزش را بر رپرتوارهای نمایشی و موزیکال خود گذاشت و به یک خواننده سوپرانوی موفق مبدل شد. در خلال جنگ داخلی اسپانیا، او به شهر زادگاهش برگشت و به کار نویسندگی پرداخت. در دههٔ ۴۰ میلادی، جوزفینا در کارِ بازیگری تئاتر هم، شهرتی به‌هم زد و در چند فیلم سینمایی نیز به کارگردانی برادرش «کلودیو دِ لا توره» ظاهر شد. در همان هنگام، وی علاوه بر بازیگری، به کار نویسندگی و سرودن شعر هم می‌پرداخت و دو رمانش در سال ۱۹۵۴ منتشر شد. با آنکه اشعار او در کشورهای اسپانیولی‌زبان معروف بود، ترجمهٔ انگلیسی این شعرها تا سال ۲۰۰۰ میلادی انجام نشده بود.
جوسه‌فینا در سال ۲۰۰۲ میلادی در شهر مادرید درگذشت.